# Deserto del Mojave
Il deserto del Mojave è una ecoregione desertica della California, situata a un centinaio di miglia (160 km) a nord-est di Los Angeles. Il termine Mojave è anche usato per indicare il deserto mentre Mohave è utilizzato per identificare i nativi. Nella lingua dei nativi Mohave viene chiamato Hayikwiir Mat'aar. Si estende per 38.000 chilometri quadrati ed è situato fra la Sierra Nevada e i monti che chiudono la regione di Los Angeles verso il Pacifico. A sud confina con il più assolato deserto di Sonora.

## Descrizione
Si tratta di un altopiano con numerosi bacini salati (Lago Rogers) e con precipitazioni scarse. Nonostante l'aridità dell'area, si stima che un numero compreso tra 1750 e 2000 specie di piante siano riuscite ad ambientarsi in questo territorio. Nel territorio vi sono molti giacimenti minerari (tungsteno, oro, argento, minerali di ferro, borace, potassio, salgemma). Vi si trova la base aerea militare Edwards AFB, luogo di atterraggio alternativo a Cape Canaveral per gli Shuttle al rientro dalle missioni spaziali (in orbita polare) e che al tempo dei primi voli supersonici del capitano Charles Elwood "Chuck" Yeager si chiamava "Muroc Army Air Force Base".

### Clima
Il clima caldo desertico del Mojave lo definisce come una distinta ecoregione terrestre.

Ha un'altitudine media compresa tra i 910 e i 1800 m s.l.m. e al suo interno si trova il parco della Mojave National Preserve e la Valle della Morte, il punto più basso e caldo del Nord America, dove la temperatura raggiunge abitualmente i 49 °C in luglio e agosto. Il Parco nazionale di Zion, nello Utah, si trova alla congiunzione tra il Mojave, il Great Basin Desert e l'Altopiano del Colorado. Nonostante l'aridità, nel Mojave (in particolare nell'Antelope Valley a sud-ovest), si è coltivata per lungo tempo l'erba medica, sfruttando la falda acquifera sotterranea, e in seguito gli impianti di irrigazione.
Nel deserto del Mojave durante le notti d'inverno la temperatura può scendere fino a -7 °C nelle vallate e -18 °C sulle cime dei monti. Le tempeste provenienti dal nord-ovest del Pacifico possono portare pioggia e talvolta anche violenti temporali, anche se la situazione più frequente, riceve in media meno di 254 mm di pioggia all'anno, è solo di nuvole e vento umido, a causa dell'effetto di ombra pluviometrica creato dalle montagne della Sierra Nevada e dalle Spring Mountains. In assenza di perturbazioni, la temperatura diurna invernale può salire fino a 27 °C. In primavera il clima è ancora influenzato dalle perturbazioni del Pacifico, con precipitazioni più frequenti che diminuiscono dalla fine di aprile. Dalla metà di maggio le temperature cominciano a salire fino a 32 °C e possono raggiungere i 38 °C. L'estate è dominata dal calore torrido e dal monsone, e le temperature salgono fino a 49 °C, con punte di 54 °C nelle depressioni. In situazioni di bassa pressione, le alte temperature e la bassa umidità fanno affluire aria umida dal golfo de Cortés, provocando violenti temporali nella parte sud-ovest del deserto tra metà giugno e l'inizio di settembre. L'autunno è generalmente mite, con al massimo un paio di perturbazioni piovose. Ottobre è in genere il mese più secco e soleggiato, e le temperature oscillano tra i 21 °C e i 32 °C.
Dopo l'alta temperatura, il vento è un'altra delle componenti tipiche del Mojave, come negli altri deserti. Durante il periodo di elevata nuvolosità tipica del mese di giugno, c'è una infiltrazione di aria più fredda dalla California; al contrario, quando soffiano i Venti di Santa Ana, è l'aria calda del deserto che fluisce verso le regioni costiere. Entrambe queste situazioni vengono sfruttate negli impianti dei parchi eolici dagli agricoltori. Le montagne del Mojave raggiungono altezze elevate, come nel caso del Charleston Peak alto 3633 m s.l.m. Nel Mojave d'altra parte si trova anche il Bacino di Badwater, nella Valle della Morte, che con i suoi -86 m è il punto più basso del Nord America. Il Mojave non era mai stato storicamente interessato da incendi, a causa dell'aridità e le scarsa accessibilità. La recente introduzione di piante invasive dei generi Bromus, Schismus e Brassica sta però cambiando la situazione.

## Ambiente

### Flora
Nonostante l'aridità dell'area, si stima che un numero compreso tra 1 750 e 2 000 specie di piante siano riuscite ad ambientarsi in questo territorio.

Le specie dominanti sono il creosoto (Larrea tridentata), Atriplex polycarpa, Encelia farinosa, Atriplex hymenelytra, Hymenoclea salsola e l'endemica Yucca brevifolia, localmente nota come Joshua tree.
La presenza di alcune specie caratterizza il Mojave, differenziandolo dal vicino deserto di Sonora: tra queste vi sono Menodora spinescens, Senna armata, Psorothamnus arborescens e Acamptopappus shockleyi.
Sono presenti numerose cactacee, compresi endemismi come Cylindropuntia echinocarpa, Opuntia erinacea, Opuntia basilaris e Echinocactus polycephalus.
Sono presenti anche popolazioni frammentate della palma Washingtonia filifera, specie nativa del deserto del Colorado, introdotta dall'uomo in questo territorio e naturalizzatasi.
Altre specie presenti sono:
- Adenophyllum cooperi

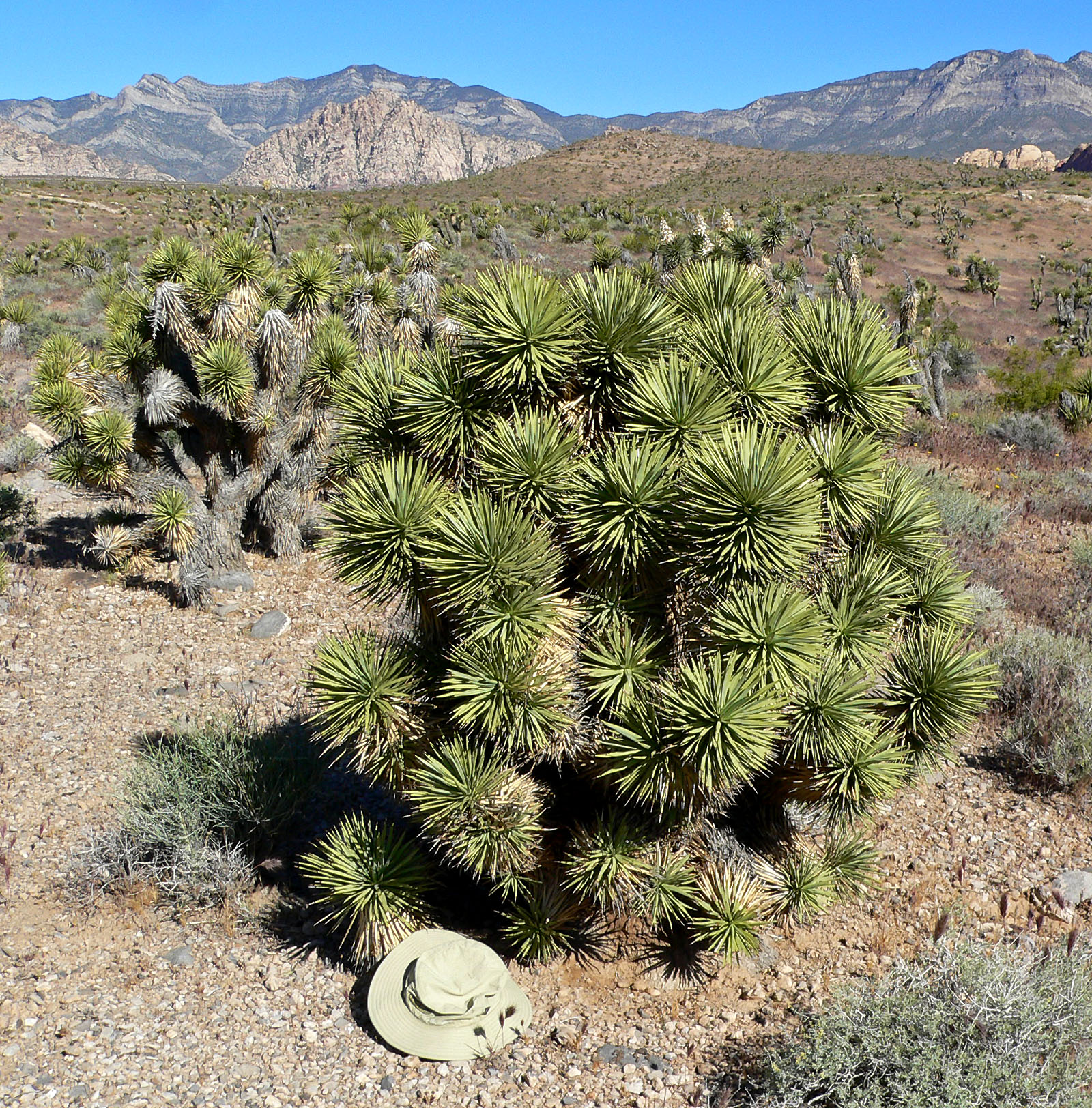
Yucca brevifolia

- Arctomecon californicum  Torr. & Frém.[7]
- Argemone corymbosa
- Astragalus newberryi
- Camissonia campestris
- Caulanthus inflatus
- Cylindropuntia bigelovii (Engelm.) F.M.Knuth
- Dalea searlsiae
- Delphinium parishii
- Ephedra sinica
- Eremalche rotundifolia
- Erigeron concinnus
- Eriophyllum lanosum
- Ipomopsis arizonica
- Simmondsia chinensis (Link) C.K.Schneid. - jojoba
- Juniperus osteosperma
- Linanthus demissus
- Lotus rigidus
- Lupinus arizonicus
- Lupinus microcarpus
- Mimulus rupicola
- Monoptilon bellioides
- Opuntia fulgida
- Phacelia calthifolia
- Phacelia crenulata
- Pinus monophylla
- Salvia mohavensis
- Senna covesii
- Yucca baccata Torr.
- Yucca schidigera Roezl ex Ortgies

### Fauna
Come in altri deserti, anche nel Mojave si trova una fauna varia e diversificata, in gran parte condivisa con il vicino deserto di Sonora.

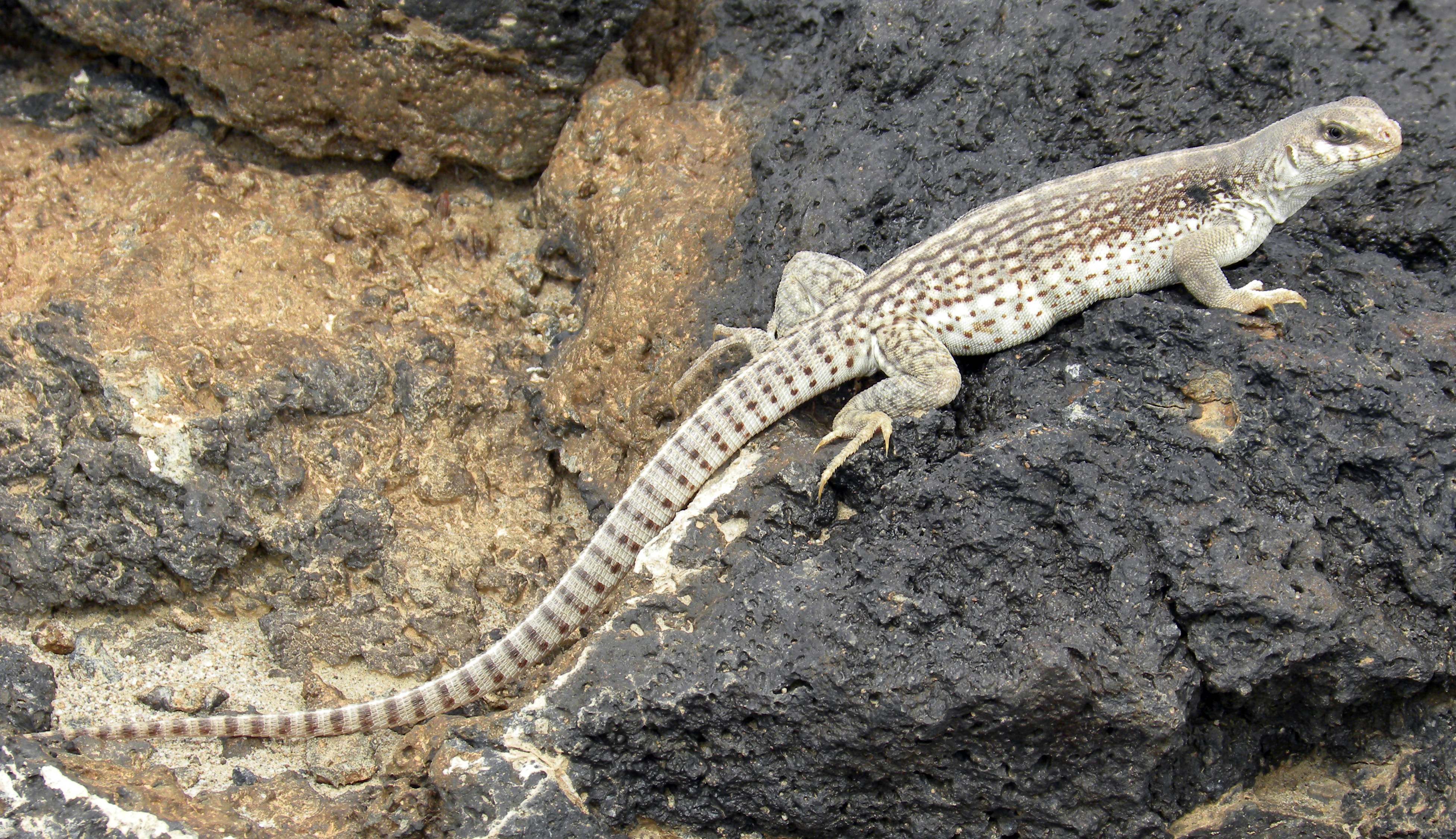
Un'iguana del deserto (Dipsosaurus dorsalis)

L'erpetofauna della regione, molto ricca, comprende diversi sauri tra cui il geco variegato del Texas (Coleonyx variegatus), l'iguana del deserto (Dipsosaurus dorsalis), il chuckwalla (Sauromalus ater) e  Phrynosoma solare; tra i serpenti, il serpente a sonagli del Mojave (Crotalus scutulatus), il boa Lichanura trivirgata gracia e Salvadora hexalepis mojavensis.  All'interno del Mojave ricade inoltre parte dell'areale della tartaruga del deserto (Gopherus agassizii), specie della famiglia dei Testudinidi che ha sviluppato molteplici meccanismi di adattamento all'habitat desertico.
Altre specie tipiche di questo habitat desertico sono lo scoiattolo terricolo del Mojave (Spermophilus mohavensis) e l'arvicola di Amargosa (Microtus californicus scirpensis) tra i mammiferi, e il mimo di Le Conte (Toxostoma lecontei) tra gli uccelli.
Altre specie che vivono in questa zona sono:

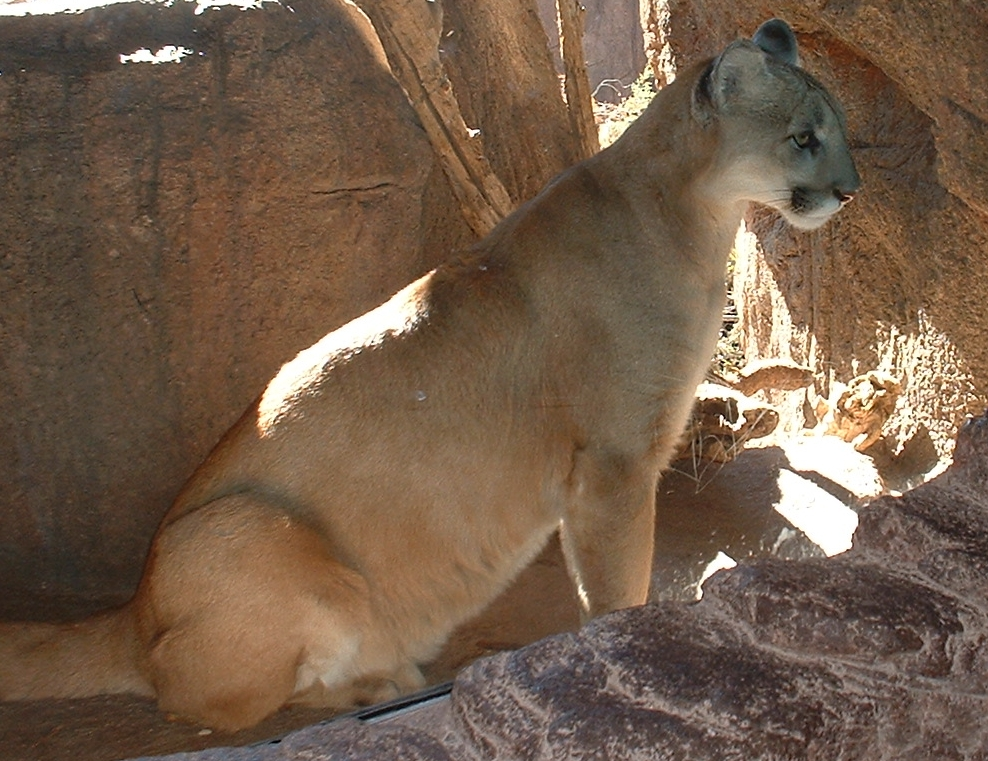
Puma

| Mammiferi - Antilocapra americana - antilocapra - Puma concolor - puma - Vulpes macrotis - volpe pigmea - Ovis canadensis nelsoni - bighorn di Nelson - Odocoileus hemionus - cervo mulo Uccelli - Buteo jamaicensis - poiana della Giamaica - Geococcyx californianus - corridore della strada | Rettili - Crotalus atrox - crotalo adamantino occidentale - Callisaurus draconoides - lucertola dalla coda zebrata - lucertola codazebrata - Gila bicolor mohavensis - Heloderma suspectum - mostro di Gila - Phrynosoma platyrhinos - Pituophis catenifer |

## Aree protette

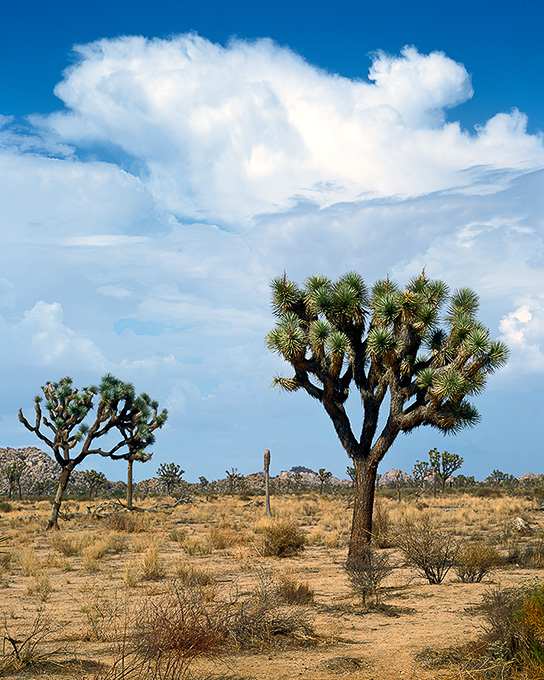
Il Joshua Tree National Park

Il Mojave racchiude al suo interno una serie di parchi e aree protette:
- Parco nazionale Valle della morte
- Parco nazionale del Joshua Tree
- Antelope Valley California Poppy Reserve
- Arthur B. Ripley Desert Woodland State Park
- Mojave National Preserve
- Providence Mountains State Recreation Area
- Red Rock Canyon State Park
- Saddleback Butte State Park

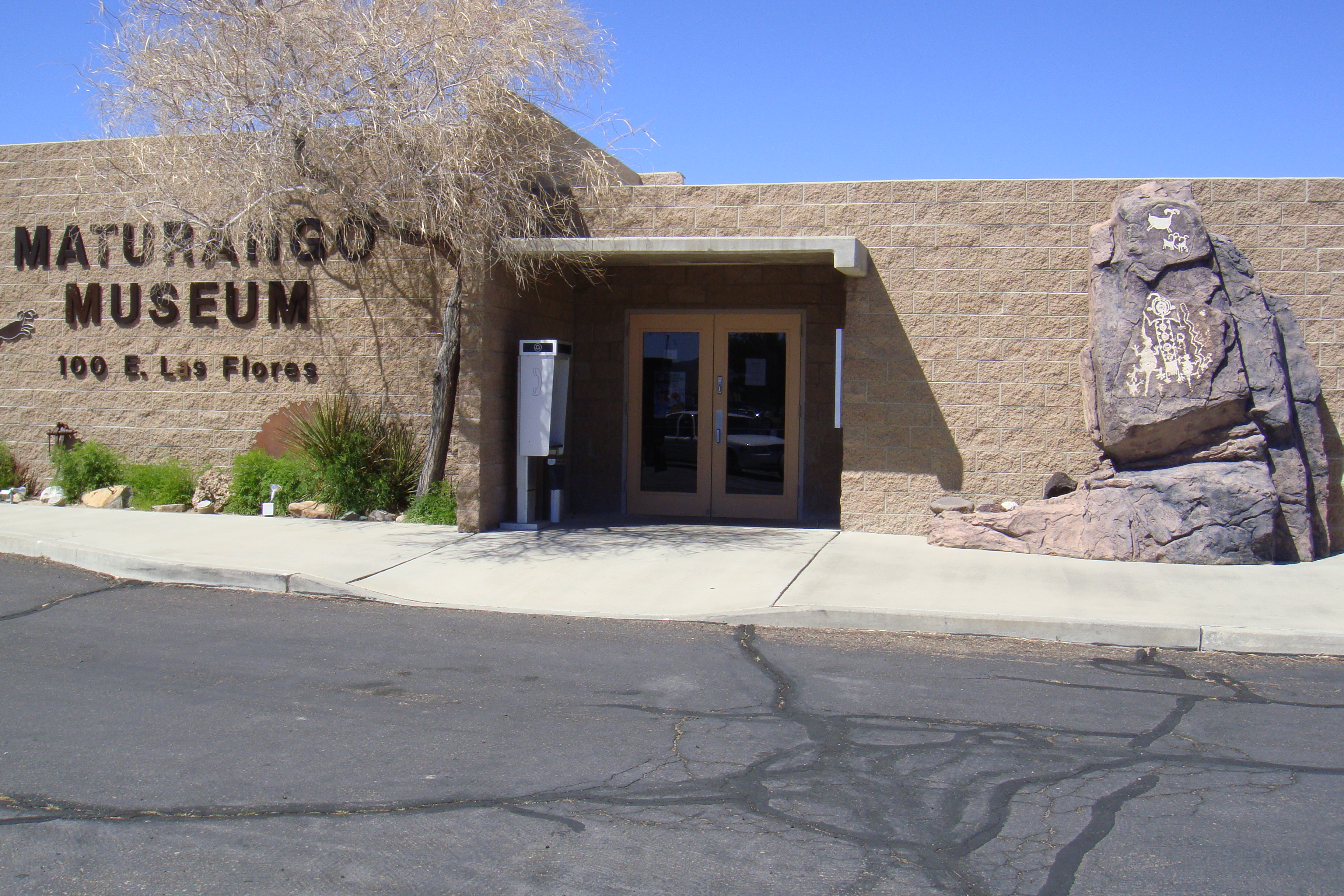
Maturango Museum, a Ridgecrest

Il Mojave ospita al suo interno una serie di musei che coprono vari aspetti di interesse:
- Antelope Valley Indian Museum State Historic Park
- Amargosa Opera House and Hotel
- Barstow Route 66 "Mother Road" Museum
- California Route 66 Museum
- Desert Discovery Center
- Harvey House Railroad Depot
- Kelso Depot, Restaurant and Employees Hotel
- Maturango Museum
- Mojave River Valley Museum
- Western America Railroad Museum

## Il deserto del Mojave nei media

### Film
- Il film Bagdad Café è ambientato in un caffè e motel nel Deserto del Mojave.
- Il film Legion vi è ambientato.
- Desert Moon vi è in gran parte ambientato.
- Monolith vi è ambientato.
- Il film Rango è ambientato a Polvere, un paese fittizio lì situato.
- The Reach - Caccia all'uomo vi è ambientato.
- Una notte da leoni, i protagonisti si incontrano con Leslie Chow in una zona del deserto
- Duel il primo film di Steven Spielberg del 1971. La trama si svolge per le strade del deserto.

### Informatica
- La versione 10.14 del sistema operativo macOS ha il deserto come nome in codice.

### Musica
- Il videoclip del brano Cover di Caparezza è stato girato in questo deserto.
- Il videoclip Frozen di Madonna vi è stato girato, nei pressi del Lago Cuddeback.
- Il videoclip Say You'll Be There  delle  Spice Girls vi è stato girato nel settembre 1996.Secondo singolo estratto da  Spice , album di debutto del gruppo pop femminile britannico.

### Videogiochi
- Il videogioco Fallout: New Vegas, spin-off della serie Fallout, è ambientato nel deserto del Mojave dopo un immaginario olocausto nucleare.
- Gran parte del videogioco Parasite Eve II è ambientato nel deserto del Mojave.

## Galleria d'immagini

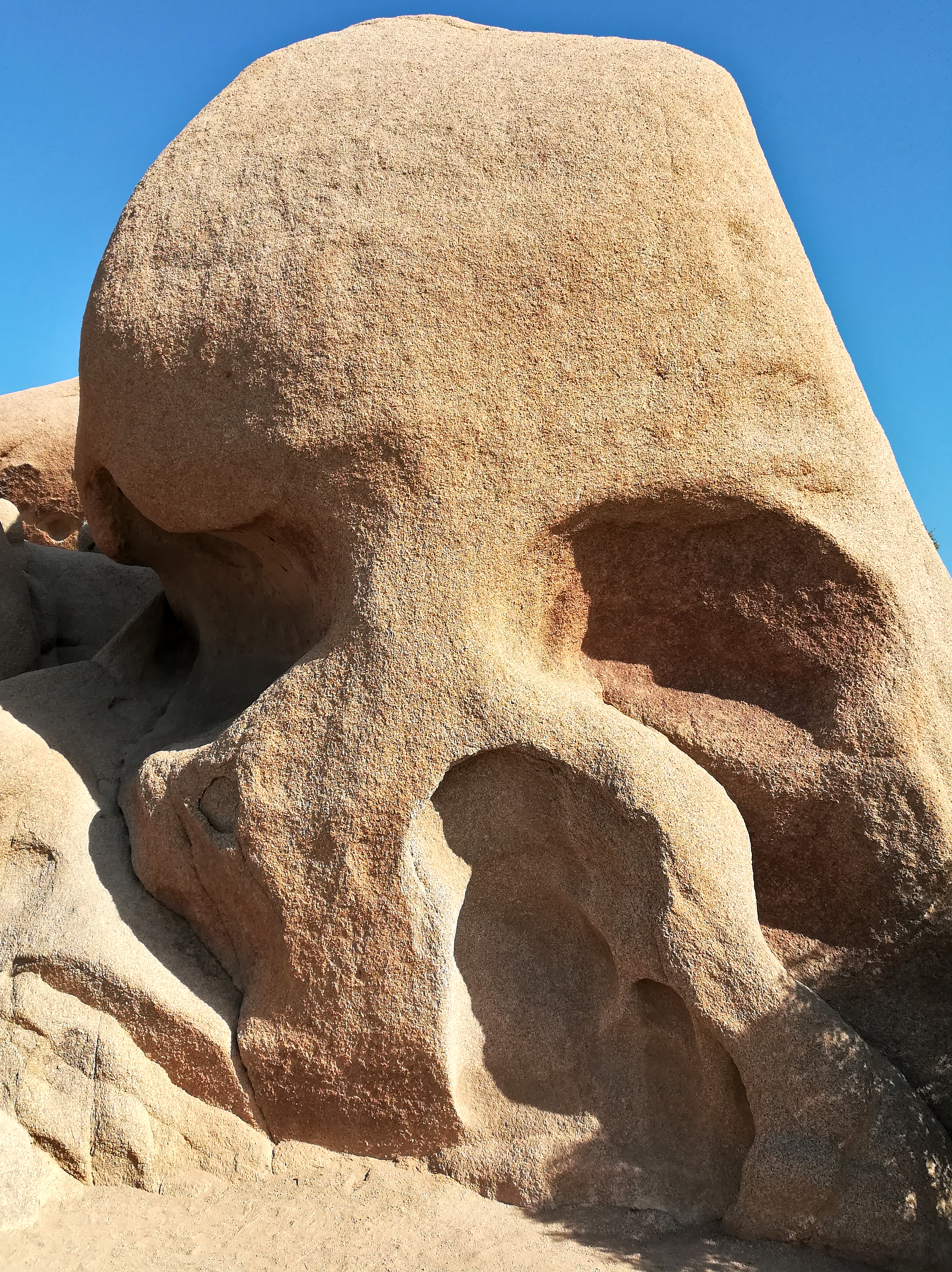
La roccia del teschio, nel Joshua Tree National Park
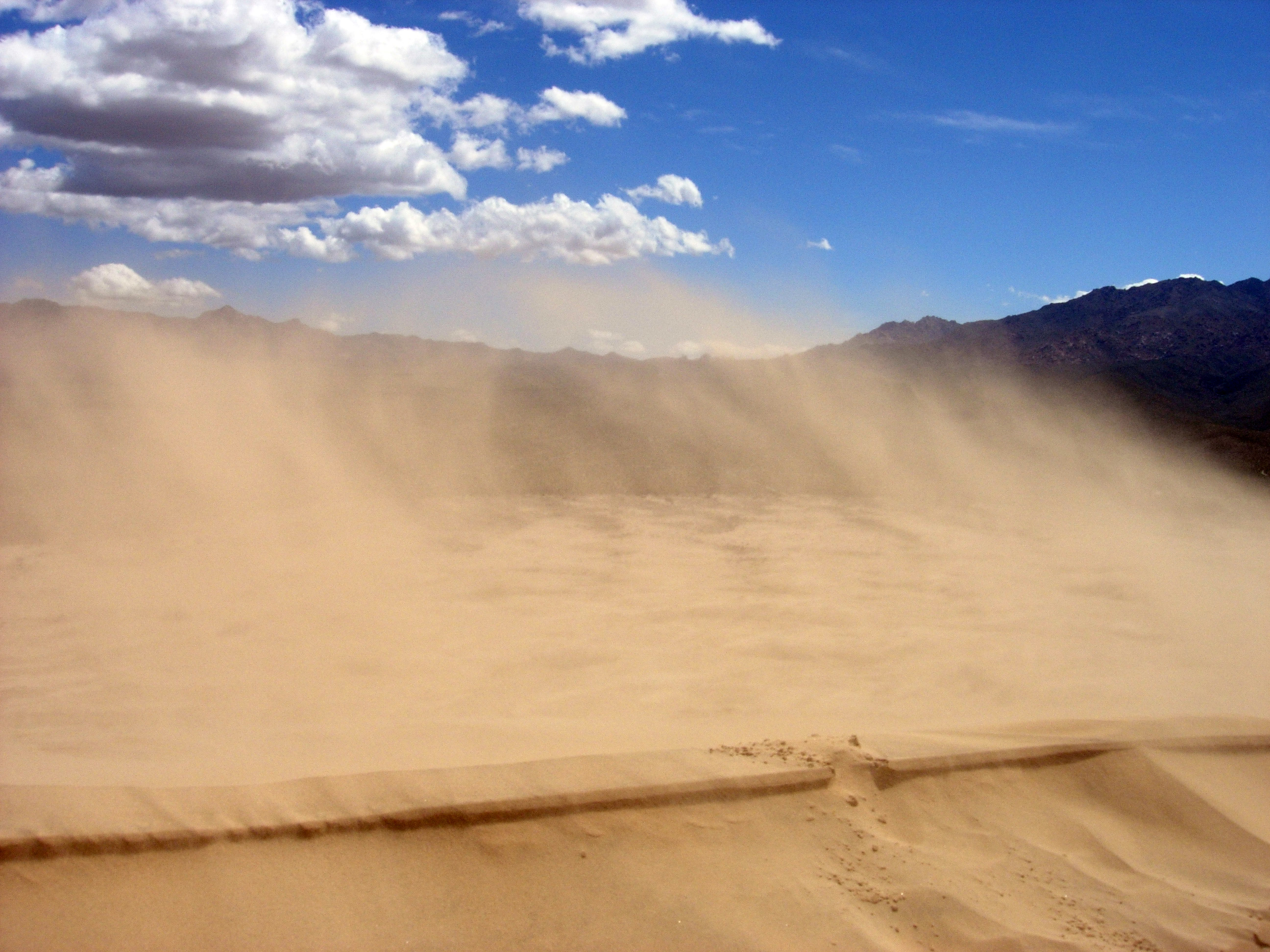
Le Kelso Dunes.
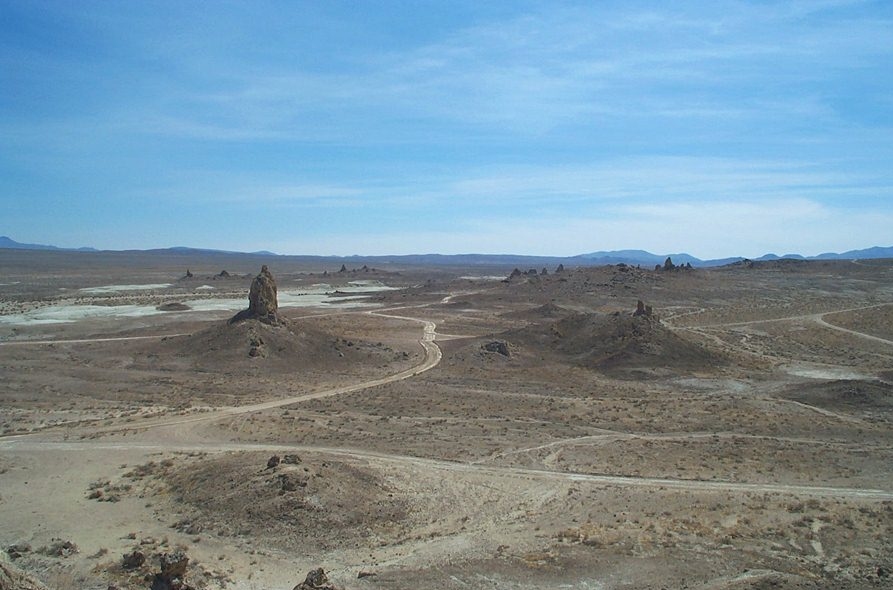
Pinnacles National Natural Landmark.